# Neopetitia amphophthalma
Neopetitia amphophthalma är en ringmaskart som först beskrevs av Siewing 1956.  Neopetitia amphophthalma ingår i släktet Neopetitia och familjen Syllidae. Inga underarter finns listade i Catalogue of Life.